# Lê Đình Ấn
Lê Đình Ấn (14 tháng 4 năm 1926 – 2008) là một trong những nhà quay phim hàng đầu của điện ảnh Việt Nam. Là quay phim chính trong nhiều bộ phim điện ảnh nổi tiếng, ông từng hai lần nhận giải Quay phim xuất sắc tại các kỳ Liên hoan phim Việt Nam và được nhà nước Việt Nam phong tặng danh hiệu Nghệ sĩ ưu tú năm 1993.

## Cuộc đời
Lê Đình Ấn sinh ngày 14 tháng 4 tại làng Phú Xuân, huyện Hương Trà, tỉnh Thừa Thiên Huế, trong một gia đình công chức thời Pháp thuộc. Từ nhỏ, ông cùng các anh chị em đều theo học tại các trường của Pháp. Về sau, Lê Đình Ấn học tại trường Ecole Practique với ý định sẽ theo học ngành kỹ thuật cơ khí. Năm 1945, sau khi Cách mạng Tháng Tám thành công, ông cùng ba người anh em trai khác đều gia nhập Việt Minh. Người anh cả không lâu sau đó, một người em ruột nhập ngũ và thăng đến quân hàm Thiếu tướng.
Trong những năm chiến tranh Đông Dương diễn ra, Lê Đình Ấn đã dùng chiếc máy ảnh nhỏ và chiếc máy quay 16 ly để kiếm tiền phụ giúp gia đình. Năm 1951, ông mang máy ảnh và máy quay vào Sài Gòn. Ở đây, ông bắt đầu công việc chụp hình thuê cho các tiệm ảnh và quay phim thuê. Nhờ làm nhiều việc, cộng tác nhiều nơi, ông dần mở rộng vòng quen biết của mình, bắt đầu nhận được các hợp đồng quay phim, phóng sự, tài liệu cho các cơ quan thông tấn, báo chí trong và ngoài nước như CBS, ABC, NHK. Năm 1952, ông quay bộ phim truyện đầu tiên của Tây Ban Nha mang tên Hồ Xá. Năm 1957, Trung tâm Quốc gia Điện ảnh bắt đầu được xây dựng ở số 15 Thi Sách, quận 1, nơi hiện nay là Xưởng in tráng của Hãng phim Giải Phóng. Lê Đình Ấn là người được chọn để quay lại lễ đặt viên đá đầu tiên xây dựng trung tâm điện ảnh này.

### Sau năm 1975
Mặc dù đã thực hiện 4 phim truyện nhựa, nhưng trước 1975, Lê Đình Ấn vẫn thường được biết đến là một trong những nhà quay phim phóng sự và tài liệu có tay nghề hàng đầu. Chính quyền Việt Nam Cộng hòa đã từng mời ông làm công chức cho ngành Thông tin, nhưng ông từ chối, kiên trì làm một nhà quay phim tự do. Sau sự kiện 30 tháng 4 năm 1975, chính quyền miền Bắc Việt Nam nhanh chóng tiếp quản toàn bộ Sài Gòn. Lê Đình Ấn trở thành nhà quay phim cho Hãng phim Giải Phóng, là một trong những nghệ sĩ điện ảnh Sài Gòn tham gia làm việc cho điện ảnh cách mạng sớm nhất. Chỉ một thời gian ngắn sau, ông nhận lời mời thực hiện bộ phim Cô Nhíp cùng đạo diễn Khương Mễ. Liền sau đó, ông hợp tác với đạo diễn Lê Hoàng Hoa trong bộ phim Trận tuyến trên sông. Cả hai bộ phim đều nhận được phản hồi tích cực từ khán giả.
Sau hai bộ phim gây ấn tượng ngay khi Sài Gòn vừa chuyển giao chính quyền, Lê Đình Ấn bắt đầu làm phó quay cho nhiều bộ phim như Lê Thị Hồng Gấm và Cư xá màu xanh của đạo diễn Huy Thành, Ngọn lửa Krông Jung của đạo diễn Lê Hoàng Hoa, cho đến khi Nghệ sĩ nhân dân Huy Thành tin tưởng giao cho ông vai trò quay phim chính của Về nơi gió cát. Đây là bộ phim màu đầu tiên của điện ảnh Việt Nam kể từ sau năm 1975. Không chỉ là bộ phim màu đầu tiên của điện ảnh cách mạng Việt Nam, đây cũng là bộ phim màu đầu tiên ra rạp tại thành phố Hồ Chí Minh. Bộ phim không chỉ giành được Bông sen vàng trong Liên hoan phim Việt Nam lần thứ 6 năm 1983 mà còn giúp Lê Đình Ấn nhận được giải quay phim xuất sắc. Sau sự thành công của Về nơi gió cát, Lê Đình Ấn tiếp tục hợp tác với đạo diễn Huy Thành trong nhiều phim tiếp theo như Xa và gần, Lối rẽ trái trên đường mòn, Cho đến bao giờ, Về đời, Đất lạ.
Đạo diễn Hồ Quang Minh vốn tốt nghiệp tiến sĩ Khoa học Vật lý tại Trường Bách khoa liên bang Thụy Sĩ là đạo diễn điện ảnh Việt kiều đầu tiên trở về Việt Nam hợp tác cùng các hãng phim nhà nước để sản xuất phim truyện. Năm 1991, Lê Đình Ấn lần đầu tiên hợp tác với đạo diễn Hồ Quang Minh trong bộ phim Trang giấy trắng. Khi bộ phim được gửi đi dự các liên hoan phim quốc tế, tuần báo Variety đã nhận xét "về kỹ thuật, bộ phim thật hoàn hảo, với những cú máy đẹp và chất lượng cao trong in tráng". Đến năm 1995, hai người tiếp tục hợp tác quay Bụi hồng, bộ phim không chỉ giành được Bông sen bạc tại Liên hoan phim Việt Nam lần thứ 11 năm 1996 mà còn được gửi đi tranh giải phim quốc tế hay nhất tại Giải Oscar lần thứ 69. Với kinh nghiệm thể hiện rõ qua hiệu quả của những bộ phim đã quay trươc đó, Lê Đình Ấn trở thành ứng viên duy nhất khi đạo diễn người Pháp Jean-Jacques Annaud cần tìm một quay phim thứ hai cho bộ phim Người tình.

## Tác phẩm
| Năm  | Phim                       | Đạo diễn                    | Biên kịch                          | Đồng quay phim        | Nguồn         |
| ---- | -------------------------- | --------------------------- | ---------------------------------- | --------------------- | ------------- |
| 1972 | Xa lộ không đèn            | Hoàng Anh Tuấn              | Hoàng Anh Tuấn                     |                       |               |
| 1976 | Cô Nhíp                    | Khương Mễ                   | Nguyễn Trí Việt                    | Khôi Nguyên, Kha Khâm | [ 15 ]        |
| 1977 | Trận tuyến trên sông       | Lê Hoàng Hoa                |                                    |                       | [ 16 ]        |
| 1980 | Ngọn lửa Krông Jung        | Lê Hoàng Hoa, Hồ Ngọc Xum   | Phạm Tường Hạnh, Sâm Thương        |                       |               |
| 1980 | Cư xá màu xanh             | Huy Thành                   | Thanh Giang                        | Trần Ngọc Huỳnh       | [ 17 ]        |
| 1980 | Lê Thị Hồng Gấm            | Huy Thành                   | Huy Thành, Võ Trần Nhã, Lê Văn Duy | Trần Huy              | [ 18 ]        |
| 1981 | Về nơi gió cát             | Huy Thành                   | Huy Thành                          |                       | [ 19 ]        |
| 1984 | Xa và gần                  | Huy Thành                   | Huy Thành, Nguyễn Mạnh Tuấn        |                       | [ 20 ]        |
| 1985 | Lối rẽ trái trên đường mòn | Huy Thành                   | Nguyễn Mạnh Tuấn                   |                       | [ 21 ]        |
| 1985 | Cho đến bao giờ            | Huy Thành                   | Nguyễn Quang Sáng                  |                       | [ 22 ]        |
| 1986 | Đất lạ                     | Huy Thành                   | Huy Thành                          |                       |               |
| 1988 | Về đời                     | Huy Thành                   | Chu Lai                            |                       | [ 22 ] [ 23 ] |
| 1987 | Cơn lốc đen                | Thụy Vân                    | Bùi Cát Vũ                         |                       | [ 24 ]        |
| 1989 | Chân dung màu đỏ (2 tập)   | Hồ Nhân                     | Vũ Thế Quang                       |                       | [ 16 ]        |
| 1989 | Có một tình yêu như thế    | Lê Hữu Lương                | Nguyễn Quang Sáng                  | Trần Ngọc Huỳnh       |               |
| 1990 | Tuổi thơ dữ dội            | Nguyễn Vinh Sơn, Đỗ Phú Hải | Nguyễn Vinh Sơn, Phùng Quán        |                       | [ 25 ] [ 26 ] |
| 1991 | Lệnh truy nã (2 tập)       | Lê Hoàng Hoa, Hồ Ngọc Xum   | Huỳnh Bá Thành                     | Trang Công Hòa        | [ 18 ]        |
| 1991 | Mảnh tình nghiệt ngã       | Hồ Ngọc Xum                 | Huỳnh Bá Thành                     |                       | [ 27 ]        |
| 1992 | Mênh mông tình buồn        | Hồ Ngọc Xum                 |                                    |                       | [ 28 ]        |
| 1992 | Ngôi nhà oan khốc          | Lê Mộng Hoàng               | Triệu Vũ, Nguyễn Chánh Tín         |                       | [ 29 ]        |
| 1992 | Chiếc mặt nạ da người      | Nguyễn Chánh Tín            | Triệu Vũ, Nguyễn Chánh Tín         |                       | [ 30 ]        |
| 1993 | Bản tình ca cuối cùng      | Nguyễn Chánh Tín            | Phạm Thùy Nhân                     |                       | [ 31 ]        |
| 1994 | Con thuyền bị đánh đắm     | Vũ Xuân Hưng                | Vũ Xuân Hưng                       |                       | [ 32 ]        |
| 1994 | Vườn đào năm ấy            | Huy Thành                   | Trầm Hương, Trần Vịnh              |                       | [ 33 ]        |
| 1995 | Hoa đồng nội               | Xuân Cường                  | Anh Ngọc                           |                       | [ 34 ]        |
| 1991 | Trang giấy trắng           | Hồ Quang Minh               | Hồ Quang Minh                      |                       | [ 35 ]        |
| 1996 | Bụi hồng                   | Hồ Quang Minh               | Ngụy Ngữ                           |                       | [ 36 ]        |
| 2000 | Mặt trận không tiếng súng  | Bùi Đình Thứ                | Bùi Đình Thứ, Hùng Tú, Lịch Du     | Quốc Thành            | [ 37 ]        |

## Giải thưởng
| Năm  | Lễ trao giải                           | Hạng mục             | Tác phẩm        | Kết quả       | Nguồn  |
| ---- | -------------------------------------- | -------------------- | --------------- | ------------- | ------ |
| 1977 | Liên hoan phim Việt Nam lần thứ 4      | Phim truyện điện ảnh | Cô Nhíp         | Bông sen bạc  | [ 38 ] |
| 1985 | Liên hoan phim Việt Nam lần thứ 5      | Phim truyện điện ảnh | Xa và gần       | Bông sen vàng | [ 39 ] |
| 1986 | Liên hoan phim Việt Nam lần thứ 6      | Phim truyện điện ảnh | Về nơi gió cát  | Bông sen vàng | [ 40 ] |
| 1986 | Liên hoan phim Việt Nam lần thứ 6      | Quay phim xuất sắc   | Về nơi gió cát  | Đoạt giải     | [ 41 ] |
| 1988 | Liên hoan phim Việt Nam lần thứ 8      | Phim truyện điện ảnh | Cơn lốc đen     | Giải đặc biệt | [ 24 ] |
| 1990 | Liên hoan phim Việt Nam lần thứ 9      | Phim thiếu nhi       | Tuổi thơ dữ dội | Bông sen bạc  | [ 42 ] |
| 1990 | Liên hoan phim Việt Nam lần thứ 9      | Quay phim xuất sắc   | Tuổi thơ dữ dội | Đoạt giải     | [ 43 ] |
| 1996 | Liên hoan phim Việt Nam lần thứ 11     | Phim truyện điện ảnh | Bụi hồng        | Bông sen bạc  | [ 44 ] |
| 1997 | Giải thưởng Hội điện ảnh Việt Nam 1996 | Phim truyện nhựa     | Bụi hồng        | Giải A        | [ 45 ] |

- Huy chương vì sự nghiệp Điện ảnh (1993)
- Huân chương Lao động hạng Nhì (1998)